# 777
777 (DCCLXXVII, na numeração romana) foi um ano comum do século VIII, do Calendário Juliano, da Era de Cristo, teve início a uma Quarta-feira e terminou também a uma Quarta-feira, e a sua letra dominical foi E.
| Ano completo                        |
| ----------------------------------- |
| Ano comum com início à quarta-feira |

## Eventos
- O Governador de Barcelona Solimão Alárabe juntamente com outros governadores opositores de Abderramão I, procurou a ajuda de Carlos Magno para contrariar o poder do Emirado de Córdova.[1]